# Fredrik Bajer
Fredrik Bajer (21 avril 1837 - 22 janvier 1922) est un écrivain, professeur, homme politique et pacifiste danois qui reçut le prix Nobel de la paix 1908 avec Klas Pontus Arnoldson.

## Biographie
Fils de pasteur, Bajer fut officier dans l'armée danoise, combattant durant la guerre des Duchés de 1864 contre la Prusse et l'Autriche, au cours de laquelle il fut promu premier lieutenant. Il fut démobilisé en 1865, puis s'installa à Copenhague, où il devint professeur, traducteur et écrivain. 
Il entra au parlement danois en 1872, conservant son siège pendant vingt-trois années.
Il soutint plusieurs organisations pacifistes, au Danemark et dans toute l'Europe, et une loi pour rechercher des accords avec la Suède et la Norvège. Il fut notamment président de l'union interparlementaire et du Bureau international permanent de la paix.
En 1871, il fonde avec son épouse, la féministe Matilde Bajer, la Société des femmes danoises.